# 브루클린
브루클린(영어: Brooklyn, 네덜란드의 도시 브뢰컬런(Breukelen)의 이름을 따서 지음)은 미국 뉴욕주 뉴욕의 다섯 자치구 중 하나로 롱아일랜드의 서쪽 끝, 퀸스의 남서쪽에 있다. 1898년 뉴욕 시와 함께 그곳의 합병 때까지 독립 시였던, 브루클린은 250만명의 거주자와 함께 뉴욕 시에서 가장 인구가 많은 자치구이자 지역에서 두 번째로 크다. 만약 브루클린 자치구가 분리된 도시였더라면, 미국에서 네 번째로 큰 도시였을 것이다. 1896년 이래로, 브루클린은 변함없는 경계를 가지고 있으며, 킹스 군은 뉴욕주에서 현재 가장 인구가 많은 군이자 미국에서 로스앤젤레스군 다음으로, 2번째로 인구가 많은 군이다.
비록 뉴욕의 일부일지라도, 브루클린은 독특한 문화, 독립 예술 현장과 독특한 건축학적 유산을 유지한다. 많은 브루클린 인근은 특별한 인종 그룹과 문화가 두드러지는 민족 거주지이다.
| 뉴욕의 다섯 개 자치구 도표 |          |                               |           |               |
| 영역                       | 영역     | 인구                          | 면적      | 면적          |
| 자치구                     | 군       | 2012년 7월 1일 인구 조사 기준 | 제곱 마일 | 제곱 킬로미터 |
| 맨해튼                     | 뉴욕     | 1,619,090                     | 23        | 59            |
| 브롱크스                   | 브롱크스 | 1,408,473                     | 42        | 109           |
| 브루클린                   | 킹스     | 2,565,635                     | 71        | 183           |
| 퀸스                       | 퀸스     | 2,272,771                     | 109       | 283           |
| 스태튼아일랜드             | 리치먼드 | 470,728                       | 58        | 151           |
| 뉴욕                       | 뉴욕     | 8,336,697                     | 303       | 786           |
| 뉴욕주                     | 뉴욕주   | 19,570,261                    | 47,214    | 122,284       |
| 출처: 미국 인구 조사국     |          |                               |           |               |

## 역사

### 식민지 시절

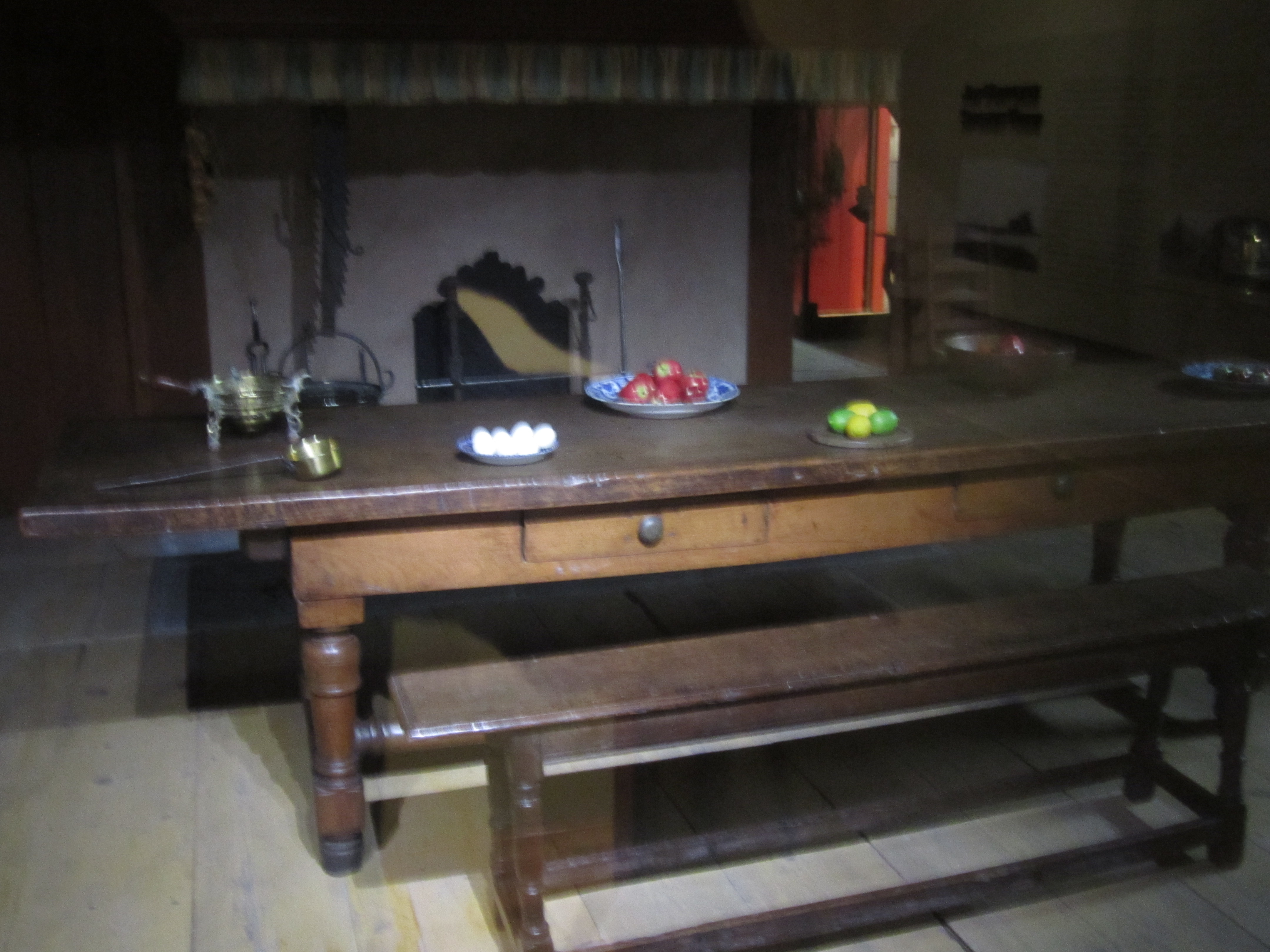
1664년 경 브루클린의 네덜란드 마을에 있던 전형적 식탁 (브루클린 미술관 소재)

당시 커나시 아메리칸 인디언 종족이 크게 거주한 롱아일랜드의 서부 언저리에 놓인 지역으로 정착하는 데 네덜란드인들이 첫 유럽인들이었다.  첫 네덜란드인의 정착은 1634년에 설립된 미드부트 (미드우드)였다.  네덜란드인들은 또한 1630년대에 거와너스, 레드후크, 브루클린 해군 공창과 부시위크를 둘러싸인 대지를 모호크 족들로부터 매입하였다.  브뢰컬런 마을은 1646년 네덜란드 동인도 회사에 의하여 권한을 부여받았고, 현재 뉴욕주에서 첫 지방자치체가 되었다.  당시 브뢰컬런은 뉴네덜란드의 일부였다.
1664년 네덜란드인들은 영국의 뉴네덜란드 정복에서 브뢰컬런을 잃었다.  1683년 영국인들은 뉴욕의 영령 식민지를 12개의 군들로 재결성하여 각각의 군은 타운들로 세분되었다.  당시를 넘어서 이름은 브뢰컬런에서 브로클랜드, 브로클린, 브루클라인으로, 그리고 결국적으로 브루클린으로 전개되었다.  킹스 군은 원래 12개의 군들 중의 하나였고, 브루클린은 킹스 군 안에서 원래 6개의 타운들 중의 하나였다.  군은 잉글랜드의 국왕 찰스 2세를 기리며 이름이 지어졌다.

### 미국 독립 전쟁
1776년 8월과 9월 롱아일랜드 전투는 킹스 군에서 벌어졌다.  그 전투는 미국 독립 선언에 이어진 미국 독립 전쟁에서 첫 주요 전투이자 전체 교전들 중에 가장 큰 전투였다.  브루클린과 더불어 뉴욕은 1783년 파리 조약과 영국으로부터 독립을 얻었다.

### 도시화

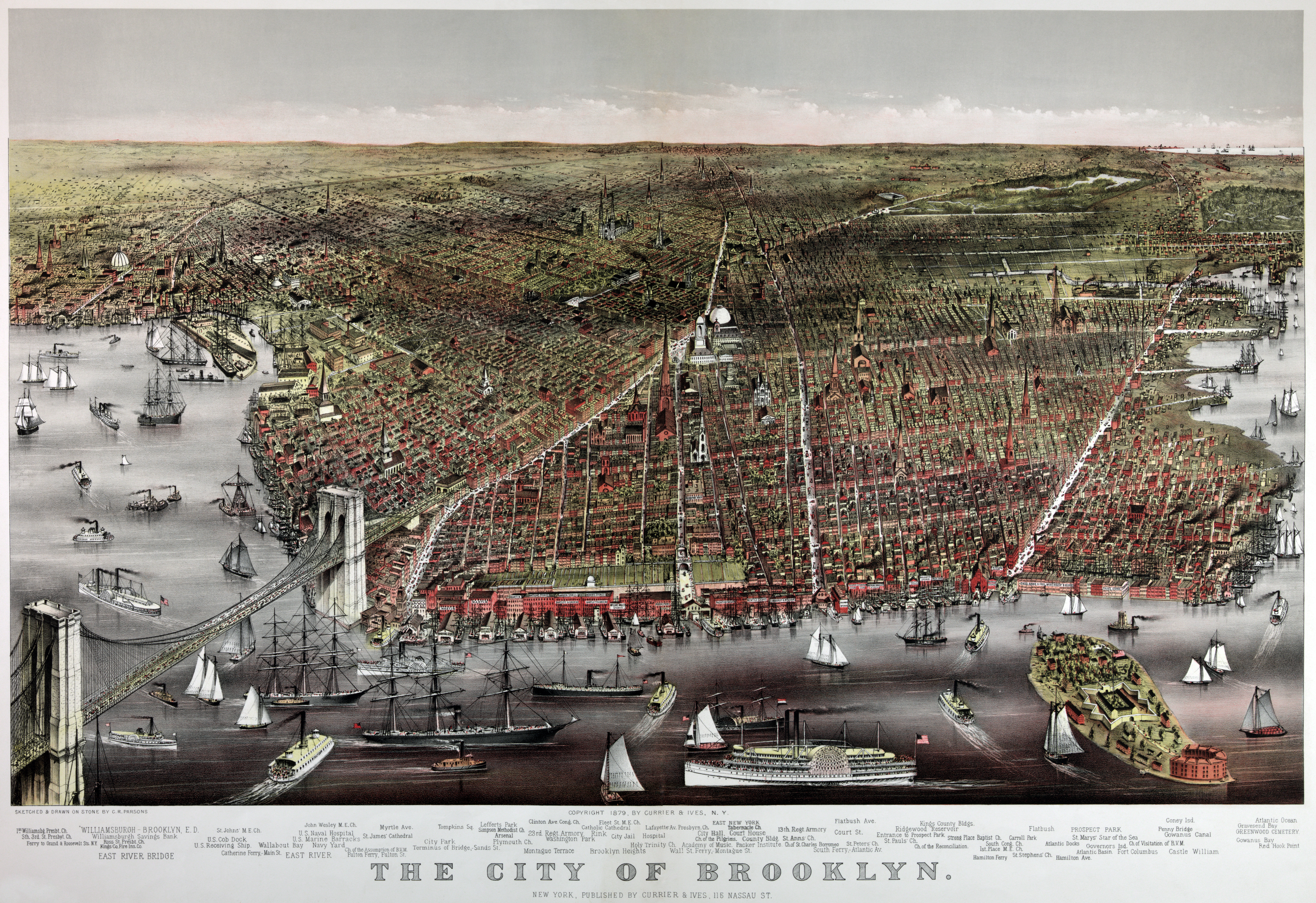
1886년의 브루클린

19세기의 첫 절반은 뉴욕으로부터 가로질러 경제적으로 전략상 중요한 이스트 강의 하안 지역을 따라 도시 지역들이 자라나는 것을 보았다.  군은 2개의 도시들 - 브루클린 시티와 윌리엄스버그 시티를 가졌다.  브루클린은 윌리엄스버그를 1854년에 합병하였다. 1896년이 되어서야 브루클린은 킹스 군의 남은 부분을 전부 합병했다.
브라이튼 비치 라인 같은 철도 연결들의 건물은 1878년 폭발적인 증대를 포고하였고, 10년간 세월의 공간에서 브루클린 시티는 뉴로츠 타운 (1886년), 플랫부시 타운, 그레브센드 타운과 뉴유트레크트 타운(1894년), 그리고 플랫랜즈 타운 (1896년)를 병합하였다.

### 뉴욕에 병합
1898년 브루클린의 주민들은 근대의 뉴욕을  형성하는 데 5개의 자치구로서 맨해튼, 브롱크스, 퀸스와 리치먼드 (후에 스태튼아일랜드)에 가입하는 데 근소한 다수에 의하여 투표하였다.  킹스 군은 뉴욕주의 군들의 하나로서 그 지위를 유지하였다.
1840년과 1924년 사이에 넘쳐 들어오는 유럽 이민들에 의하여 인구가 솟아오르기 시작하였다.  1950년대에는 미국 남부에서 흑인들이 들어오기 시작하였으며, 푸에르토리코인들도 연달아 들어왔다. 그러나 1950년과 1980년 사이에 많은 사람들이 외곽으로 빠져나간 이유로 인구가 약 500,000명으로 줄어들었다.

## 인구
| 연도 | 인구      | ±%      |
| --- | --------- | ------- |
| 1731 | 2,150     | —       |
| 1756 | 2,707     | +25.9%  |
| 1771 | 3,623     | +33.8%  |
| 1786 | 3,966     | +9.5%   |
| 1790 | 4,549     | +14.7%  |
| 1800 | 5,740     | +26.2%  |
| 1810 | 8,303     | +44.7%  |
| 1820 | 11,187    | +34.7%  |
| 1830 | 20,535    | +83.6%  |
| 1840 | 47,613    | +131.9% |
| 1850 | 138,822   | +191.6% |
| 1860 | 279,122   | +101.1% |
| 1870 | 419,921   | +50.4%  |
| 1880 | 599,495   | +42.8%  |
| 1890 | 838,547   | +39.9%  |
| 1900 | 1,166,582 | +39.1%  |
| 1910 | 1,634,351 | +40.1%  |
| 1920 | 2,018,356 | +23.5%  |
| 1930 | 2,560,401 | +26.9%  |
| 1940 | 2,698,285 | +5.4%   |
| 1950 | 2,738,175 | +1.5%   |
| 1960 | 2,627,319 | −4.0%   |
| 1970 | 2,602,012 | −1.0%   |
| 1980 | 2,230,936 | −14.3%  |
| 1990 | 2,300,664 | +3.1%   |
| 2000 | 2,465,326 | +7.2%   |
| 2010 | 2,504,700 | +1.6%   |
| 2019 | 2,559,903 | +2.2%   |
| 1731–1786 U.S. Decennial Census 1790–1960 1900–1990 1990–2000 2010 and 2018 출처: U.S. Decennial Census |           |         |

## 기후
| JFK Airport, New York (1981–2010 normals, extremes 1948–present)의 기후 | JFK Airport, New York (1981–2010 normals, extremes 1948–present)의 기후 | JFK Airport, New York (1981–2010 normals, extremes 1948–present)의 기후 | JFK Airport, New York (1981–2010 normals, extremes 1948–present)의 기후 | JFK Airport, New York (1981–2010 normals, extremes 1948–present)의 기후 | JFK Airport, New York (1981–2010 normals, extremes 1948–present)의 기후 | JFK Airport, New York (1981–2010 normals, extremes 1948–present)의 기후 | JFK Airport, New York (1981–2010 normals, extremes 1948–present)의 기후 | JFK Airport, New York (1981–2010 normals, extremes 1948–present)의 기후 | JFK Airport, New York (1981–2010 normals, extremes 1948–present)의 기후 | JFK Airport, New York (1981–2010 normals, extremes 1948–present)의 기후 | JFK Airport, New York (1981–2010 normals, extremes 1948–present)의 기후 | JFK Airport, New York (1981–2010 normals, extremes 1948–present)의 기후 | JFK Airport, New York (1981–2010 normals, extremes 1948–present)의 기후 |
| 월                                                                      | 1월                                                                     | 2월                                                                     | 3월                                                                     | 4월                                                                     | 5월                                                                     | 6월                                                                     | 7월                                                                     | 8월                                                                     | 9월                                                                     | 10월                                                                    | 11월                                                                    | 12월                                                                    | 연간                                                                    |
| ----------------------------------------------------------------------- | ----------------------------------------------------------------------- | ----------------------------------------------------------------------- | ----------------------------------------------------------------------- | ----------------------------------------------------------------------- | ----------------------------------------------------------------------- | ----------------------------------------------------------------------- | ----------------------------------------------------------------------- | ----------------------------------------------------------------------- | ----------------------------------------------------------------------- | ----------------------------------------------------------------------- | ----------------------------------------------------------------------- | ----------------------------------------------------------------------- | ----------------------------------------------------------------------- |
| 역대 최고 기온 °F (°C)                                                  | 71 (22)                                                                 | 71 (22)                                                                 | 85 (29)                                                                 | 90 (32)                                                                 | 99 (37)                                                                 | 99 (37)                                                                 | 104 (40)                                                                | 101 (38)                                                                | 98 (37)                                                                 | 90 (32)                                                                 | 77 (25)                                                                 | 75 (24)                                                                 | 104 (40)                                                                |
| 월평균 최고 기온 °F (°C)                                                | 56.8 (13.8)                                                             | 57.9 (14.4)                                                             | 68.5 (20.3)                                                             | 78.1 (25.6)                                                             | 84.9 (29.4)                                                             | 92.1 (33.4)                                                             | 94.5 (34.7)                                                             | 92.7 (33.7)                                                             | 87.4 (30.8)                                                             | 78.0 (25.6)                                                             | 69.1 (20.6)                                                             | 60.1 (15.6)                                                             | 96.6 (35.9)                                                             |
| 일평균 최고 기온 °F (°C)                                                | 39.1 (3.9)                                                              | 41.8 (5.4)                                                              | 49.0 (9.4)                                                              | 59.0 (15.0)                                                             | 68.5 (20.3)                                                             | 78.0 (25.6)                                                             | 83.2 (28.4)                                                             | 81.9 (27.7)                                                             | 75.3 (24.1)                                                             | 64.5 (18.1)                                                             | 54.3 (12.4)                                                             | 44.0 (6.7)                                                              | 61.6 (16.4)                                                             |
| 일평균 최저 기온 °F (°C)                                                | 26.3 (−3.2)                                                             | 28.1 (−2.2)                                                             | 34.2 (1.2)                                                              | 43.5 (6.4)                                                              | 52.8 (11.6)                                                             | 62.8 (17.1)                                                             | 68.5 (20.3)                                                             | 67.8 (19.9)                                                             | 60.8 (16.0)                                                             | 49.6 (9.8)                                                              | 40.7 (4.8)                                                              | 31.5 (−0.3)                                                             | 47.2 (8.4)                                                              |
| 월평균 최저 기온 °F (°C)                                                | 9.8 (−12.3)                                                             | 13.4 (−10.3)                                                            | 19.1 (−7.2)                                                             | 32.6 (0.3)                                                              | 42.6 (5.9)                                                              | 52.7 (11.5)                                                             | 60.7 (15.9)                                                             | 58.6 (14.8)                                                             | 49.2 (9.6)                                                              | 37.6 (3.1)                                                              | 27.4 (−2.6)                                                             | 16.3 (−8.7)                                                             | 7.5 (−13.6)                                                             |
| 역대 최저 기온 °F (°C)                                                  | −2 (−19)                                                                | −2 (−19)                                                                | 4 (−16)                                                                 | 20 (−7)                                                                 | 34 (1)                                                                  | 45 (7)                                                                  | 55 (13)                                                                 | 46 (8)                                                                  | 40 (4)                                                                  | 30 (−1)                                                                 | 19 (−7)                                                                 | 2 (−17)                                                                 | −2 (−19)                                                                |
| 평균 강수량 인치 (mm)                                                   | 3.16 (80)                                                               | 2.59 (66)                                                               | 3.78 (96)                                                               | 3.87 (98)                                                               | 3.94 (100)                                                              | 3.86 (98)                                                               | 4.08 (104)                                                              | 3.68 (93)                                                               | 3.50 (89)                                                               | 3.62 (92)                                                               | 3.30 (84)                                                               | 3.39 (86)                                                               | 42.77 (1,086)                                                           |
| 평균 강설량 인치 (cm)                                                   | 6.3 (16)                                                                | 8.3 (21)                                                                | 3.5 (8.9)                                                               | 0.8 (2.0)                                                               | 0 (0)                                                                   | 0 (0)                                                                   | 0 (0)                                                                   | 0 (0)                                                                   | 0 (0)                                                                   | 0 (0)                                                                   | 0.2 (0.51)                                                              | 4.7 (12)                                                                | 23.8 (60)                                                               |
| 평균 강수일수 (≥ 0.01 inch)                                             | 10.5                                                                    | 9.6                                                                     | 11.0                                                                    | 11.4                                                                    | 11.5                                                                    | 10.7                                                                    | 9.4                                                                     | 8.7                                                                     | 8.1                                                                     | 8.5                                                                     | 9.4                                                                     | 10.6                                                                    | 119.4                                                                   |
| 평균 강설일수 (≥ 0.1 inch)                                              | 4.6                                                                     | 3.4                                                                     | 2.3                                                                     | 0.3                                                                     | 0                                                                       | 0                                                                       | 0                                                                       | 0                                                                       | 0                                                                       | 0                                                                       | 0.2                                                                     | 2.8                                                                     | 13.6                                                                    |
| 평균 상대 습도 (%)                                                      | 64.9                                                                    | 64.4                                                                    | 63.4                                                                    | 64.1                                                                    | 69.5                                                                    | 71.5                                                                    | 71.4                                                                    | 71.7                                                                    | 71.9                                                                    | 69.1                                                                    | 67.9                                                                    | 66.3                                                                    | 68.0                                                                    |
| 출처: NOAA (relative humidity 1961–1990)                                |                                                                         |                                                                         |                                                                         |                                                                         |                                                                         |                                                                         |                                                                         |                                                                         |                                                                         |                                                                         |                                                                         |                                                                         |                                                                         |

## 지리

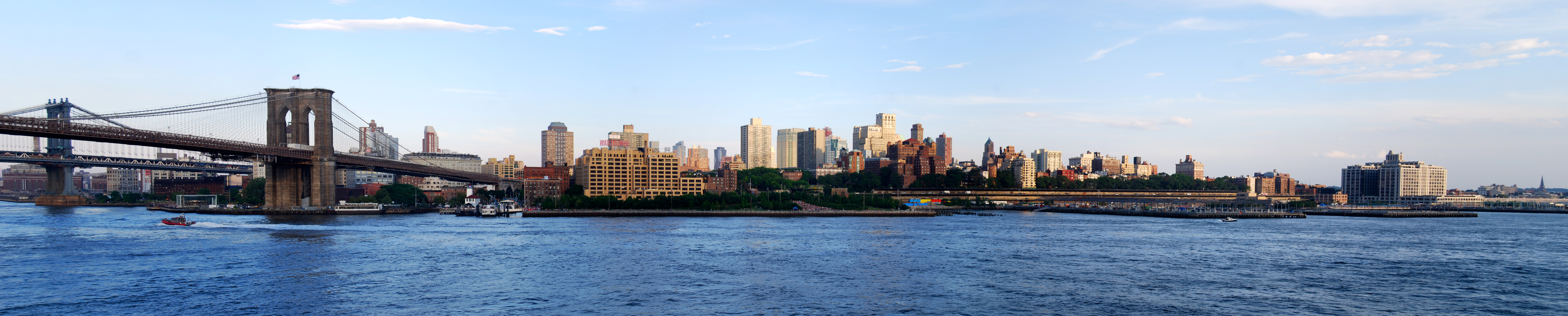
브루클린의 스카이라인

브루클린은 롱아일랜드의 가장 서부에 자리잡고, 북동부로 퀸스와 유일하게 대지 경계선을 나눈다.  이 경계선의 가장 서부 구역은 이스트 강으로 흘러가는 뉴타운 지류에 의하여 규정지어졌다.
브루클린의 해안은 다른 수역들을 향한다.  중부 브루클린이 뉴욕만에 인접하는 동안 북부 브루클린의 해안은 이스트 강에 의하여 경계를 규정짓는 편이다.  이 해안 지역은 레드후크 반도와 이리 분지를 나타낸다.  버터밀크 해협은 거버너스섬으로부터 해안의 이 부문을 가르는 편이다.  남서부는 고와너스 운하로 연결된 고와너스 만이다.  그 남부의 가장 서부 구역에서 브루클린은 뉴욕만의 상부와 하부가 만나는 베라자노 내로스 교에 의하여 스태튼아일랜드로부터 갈라졌다.
브루클린의 남부 해안은 코니아일랜드, 브라이튼비치와 맨해튼비치로 뻗어있는 반도를 포함한다.  남동부 해안은 섬에 점이 찍힌 자메이카만에 놓여있다.
브루클린의 가장 높은 장소는 프로스펙트 공원과 그린우드 묘지를 둘러싼 지역으로 바다 높이의 위로 대략 200 피트 (60m) 솟아있다.  거기에는 브루클린하이츠로 알려진 다운타운 브루클린에서 소수의 고지가 있기도 하다.

### 이웃들

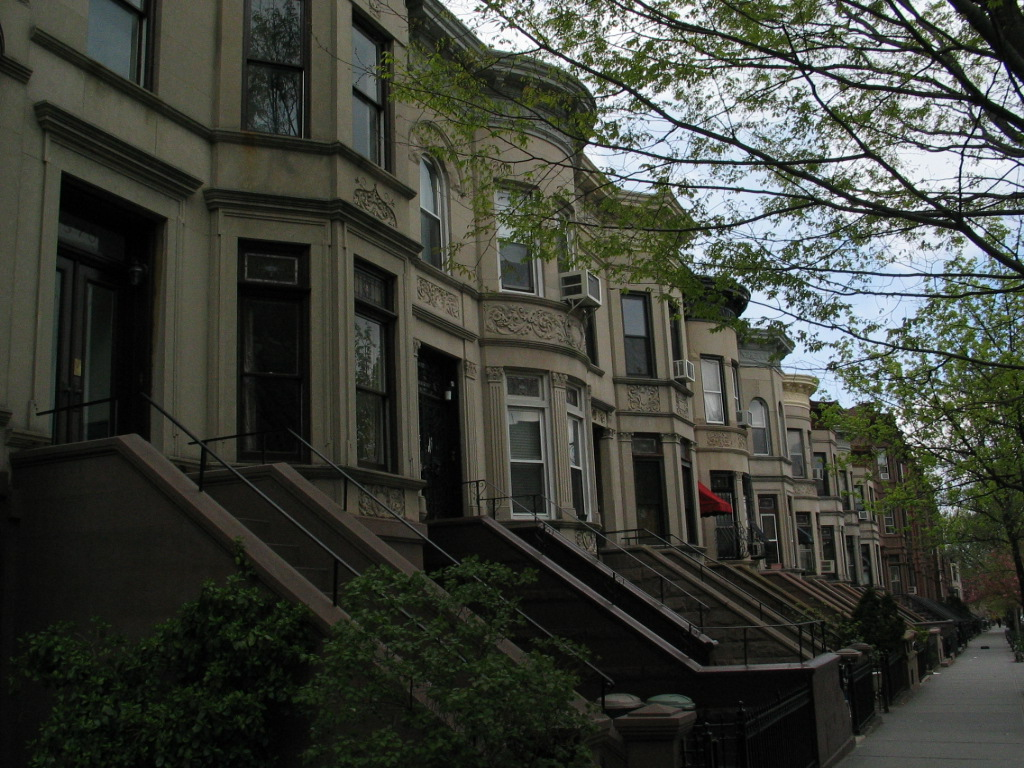
전형적인 파크슬로프의 주택들

브루클린은 많은 잘 규정이 지어진 이웃들을 가지고 있으며 많은 이웃들은 1600년대 초기에 네덜란드의 식민지 시기에 창립으로 돌아가는 그 연대에 구역의 타운과 마을들로부터 개발되었다.
오늘날 다운타운 브루클린은 미드타운 맨해튼과 로어 맨해튼에 이어 뉴욕에서 3번째로 가장 큰 중앙 비지니스 구역이다.  거기에는 많은 상업적 고층 빌딩과 재빠르게 증가하는 주택의 수를 가졌다.
보럼힐, 브루클린하이츠, 캐롤가든스, 코블힐, 클린턴힐, 비니거힐, 포트그린, 고와너스, 파크슬로프, 프로스펙트하이츠와 레드후크 등을 포함한 브루클린 교와 프로스펙트 공원 사이에 북서부 이웃들은 많은 19세기의 벽돌로 만든 2-3층 짜리 도시 주택과 부유 계급의 주택들에 의하여 특성을 나타냈다.  이 이웃들은 광대한 지하철 노선, 문화적 관례와 높은 부문의 식당들과 더불어 브루클린에서 가장 고급화되고 부유한 이웃들 중 어떤 것들을 포함한다.
이스트 강을 따라 더욱 나가서 북부는 윌리엄스버그와 그린포인트에 놓여있다.  전통적으로 활기에 넘치는 문화적 혼합, 많은 화가들 등과 함께 한 근로자 계급의 공동체들은 1990년대 후반 이래 이 지역으로 들어와 이주하였다.  더욱 나가서 지역을 변화시킨 도시는 2005년 많은 새로운 거주 콘도미니엄들을 위하여 허용될 브루클린의 해안의 광대한 재구분을 완료하였다.  가격들이 오르면서 재개발은 "L" 지하철 노선을 따라 해안으로부터 동부로 옮겨져 부시위크로 들어갔다.
중부와 남부의 브루클린은 많은 더욱 건축과 문화적인 구역 이웃들을 담고 있으며, 그 중에 어떤 이웃들은 향상 지향의 이민자들이 로어 이스트 사이드 같은 맨해튼 이웃들에 있는 주택들의 외부로 이주하면서 19세기 후반과 20세기 초반에 재빠르게 자라났다.  보로파크는 크게 정통파 유대인들이 살고, 베드퍼드스타이베선트는 미국에서 가장 큰 흑인 이웃이며 벤슨허스트는 역사적으로 이탈리아인들이다.  다이커하이츠는 부유한 이탈리아인의 이웃이다.  이스트플랫부시와 포트그린은 중산층 계급의 흑인 전문인들의 큰 수가 사는 편이다.  브라이튼비치는 많은 러시아인들이 산다.  1990년 이래 브루클린은 융성하는 멕시코와 중국계 공동체들이 사는 선셋파크 같은 이웃들에 새로운 이민에서 증가를 보았다.

## 정부

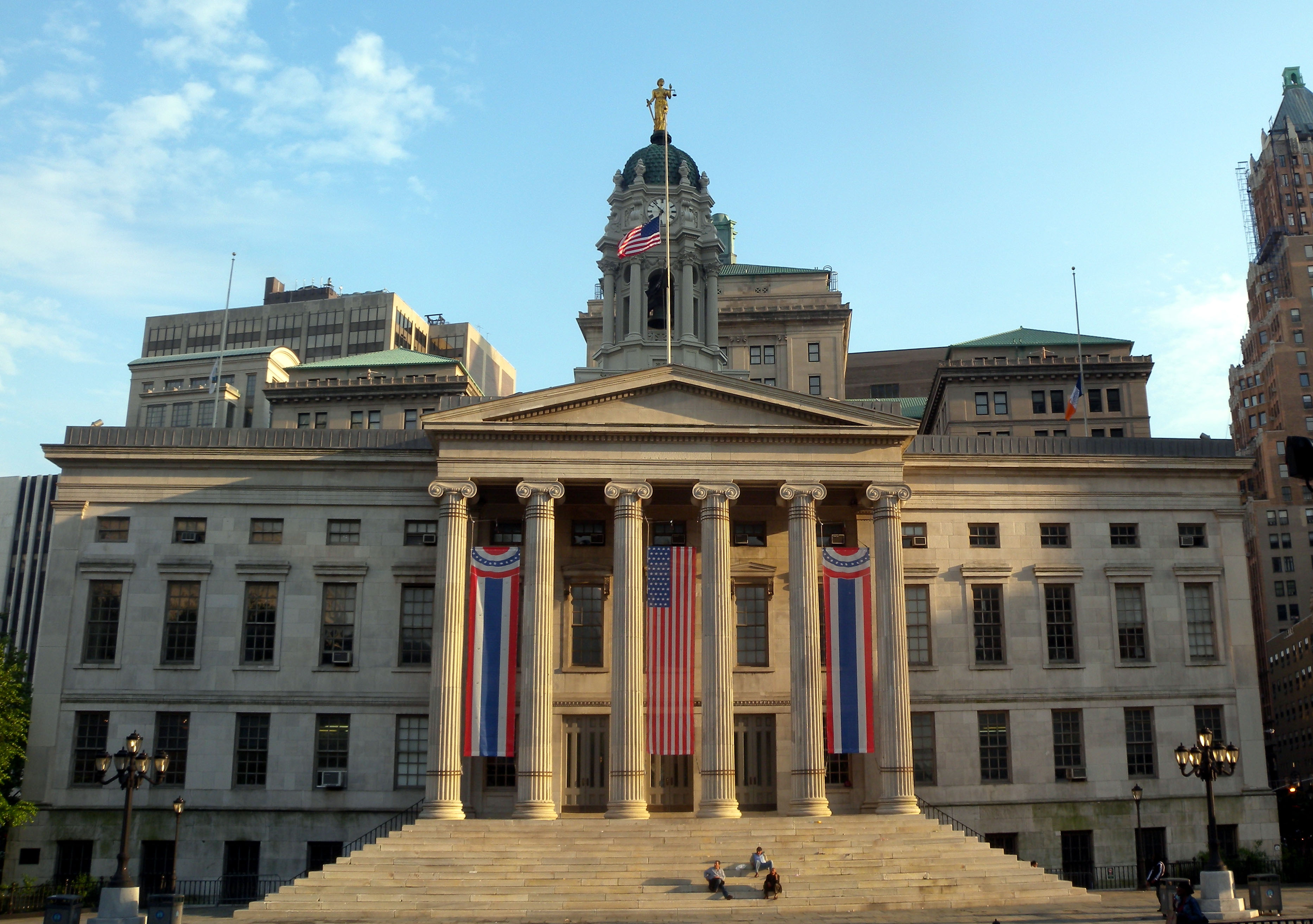
브루클린 구청

1898년 뉴욕과 합병 이래 브루클린은 강한 시장 의회 제도를 위하여 마련하는 뉴욕 헌장에 의하여 지배되어 왔다.  중앙 집권화된 뉴욕 정부는 브루클린에서 공공 교육, 교도소, 도서관, 공공 안전, 오락 시설, 위생 설비, 수자원 공급과 복지 사업들을 위하여 책임적이다.
구장의 관청은 지방 권한과 중앙 집권화를 균형 이루는 데 1898년 합병에 창조되었다.  각각의 구장은 대지의 이용을 위하여 도시의 예산과 계획들을 창조하고 찬성하기 위하여 책임이 있던 뉴욕 개산부에 투표한 것으로부터 끌어낸 권력적인 행정 역할을 가졌다.  1989년 미국 대법원은 가장 인구가 많은 구역 브루클린이 인구가 적은 구역 스태튼아일랜드보다 더욱 거대한 효과적인 국회 의원 선출권을 가지지 않은 근거들에 개산부를 비헌법적으로 선언하였다.
1990년 이래 구장은 시장직의 대리업, 시의회, 뉴욕주 정부와 주식회사들에 자치구를 위한 주창으로서 실행하였다.
민주당은 관청들에서 다수를 보유하는 편이다.  브루클린에서 등록된 투표인들 중에 69.7%는 민주당원들이다.  당은 입수 가능한 주택, 교육과 경제적 개발에 중심을 두고 있다.  가장 논쟁적인 정치적 논점은 큰 개발 프로젝트인 브루클린 네츠 아레나의 체줄에 놓인 것이다.  공화당의 영향을 받은 고립 지대들은 베이리지와 다이커하이츠에 존재한다.
도시의 5개 군들의 각각은 그 소유의 법원 제도와 일반 투표에 의하여 직접 선출되는 지방 검사를 가지고 있다.  민주당원 찰스 J. 하인스는 1989년 이래 킹스 군의 지방 검사를 지내왔다.  브루클린은 16개의 시의회 회원들을 가졌으며, 아무 5개의 자치구 중에 가장 많은 수이다.  또한 18개의 행정적 구역들을 가지고 있으며, 각각의 구역은 지방 공동체 위원회에 의하여 복무되었다.  공동체 위원회는 고소들을 처리하고, 지방 주민들을 위한 주창자들로서 지내는 대표적 조직체들이다.
브루클린은 지난 50년 동안의 세월에 미국 대통령 선거에서 공화당을 위하여 투표하지 않아왔다.  2004년 선거에서 민주당원 존 케리는 브루클린에서 투표의 74.9%, 공화당원 조지 W. 부시는 24.3%를 받았다.
브루클린의 공식적 표어는 "Een Draght Mackt Maght"이다.  구식의 네덜란드어로 적혀진 그것은 네덜란드 공화국의 표어에 의하여 영감을 받았으며, "In Unity There is Strength" (단일에 힘이 있다)로 번역되었다. 표어는 예복을 입은 젊은 여성이 공화주의의 전통적 상징인 권위 표장을 지니고 있음을 나타내는 자치구의 인장과 깃발에 표시되었다.  브루클린의 공식적 색깔은 파란색과 금색이다.

## 경제

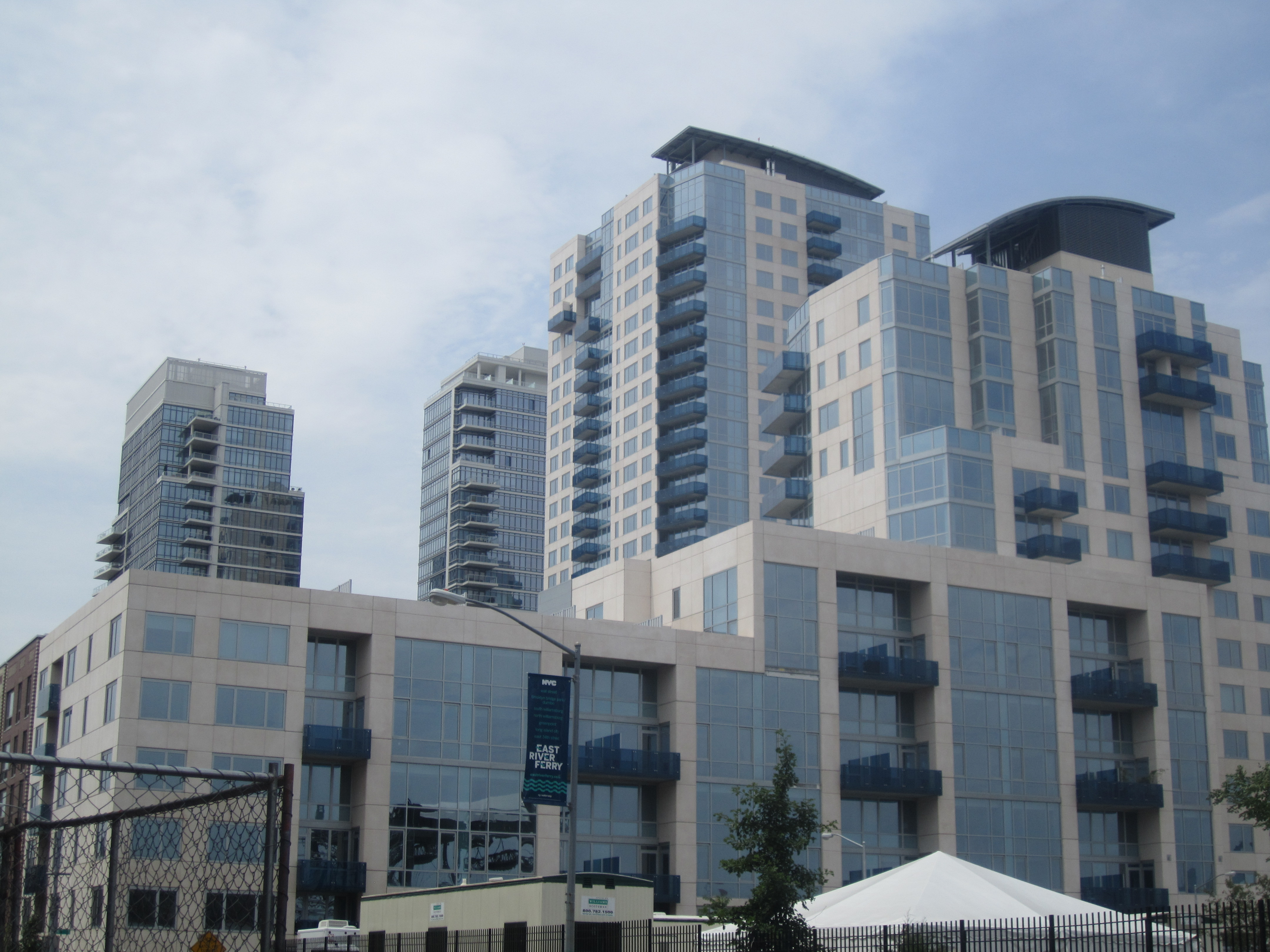
이스트 리버 주립 공원 근처에 있는 새로운 건물들

브루클린의 직업 시장은 3개의 주요 요인들에 의하여 몰아졌는 데 국내와 도시 경제의 이행, 인구의 흐름과 뉴욕의 비지니스를 위한 편리한 후원 사무실로서 자치구의 직위이다.
브루클린의 고용 인구의 44% 혹은 410,000명의 주민들은 자치구에서 일하며 자치구의 거주민들의 절발 이상은 그 경계의 외부에서 일을 한다.  결과로서 맨해튼에서 경제적 상태는 자치구의 직업 구도자들에게 중요한 편이다.  브루클린으로 강한 국제 이민은 서비스업, 소매상과 건설에서 직업들을 발생시켰다.  최근의 세월에 브루클린은 맨해튼으로부터 재정적 후원 사무실 운영들의 확고한 유입, DUMBO (Down Under the Manhattan Bridge Overpass)에서 높은 기술과 흥행 경제의 재빠른 발전과 회계, 개인적 공급 대리인과 컴퓨터 서비스 상사들 가은 성원 서비스에서 강한 발전으로부터 이익을 얻었다.
자치구에서 직업들은 제조업에서 전통적으로 집중되어 왔으나 1975년 이래 브루클린은 제조업에 기초를 둔 경제에서 서비스업에 기초를 둔 경제로 옮겨졌다.  2004년 27,500명이 제조업에 일한 동안 215,000명의 브루클린 주민들이 서비스 분야에서 일하였다.  제조업이 쇠퇴하였어도 본질적인 근거는 가구, 합성 금속과 식품 같은 제조업의 근심들에 남아있었다.  제약 회사 파이저는 990명의 근로자들을 고용하는 브루클린에서 공장을 가지고 있다.
건설업과 서비스업들은 가장 빠르게 자라나는 분야들이다.  브루클린에서 대부분의 고용주들은 작은 비지니스들이다.  2000년 브루클린에서 대략 38,704개의 비지니스 설립들 중에 91%는 20명의 고용주들보다 적은 수를 가졌다.
2006년 3월 브루클린에서 실업률은 5.9%였다.

## 교육

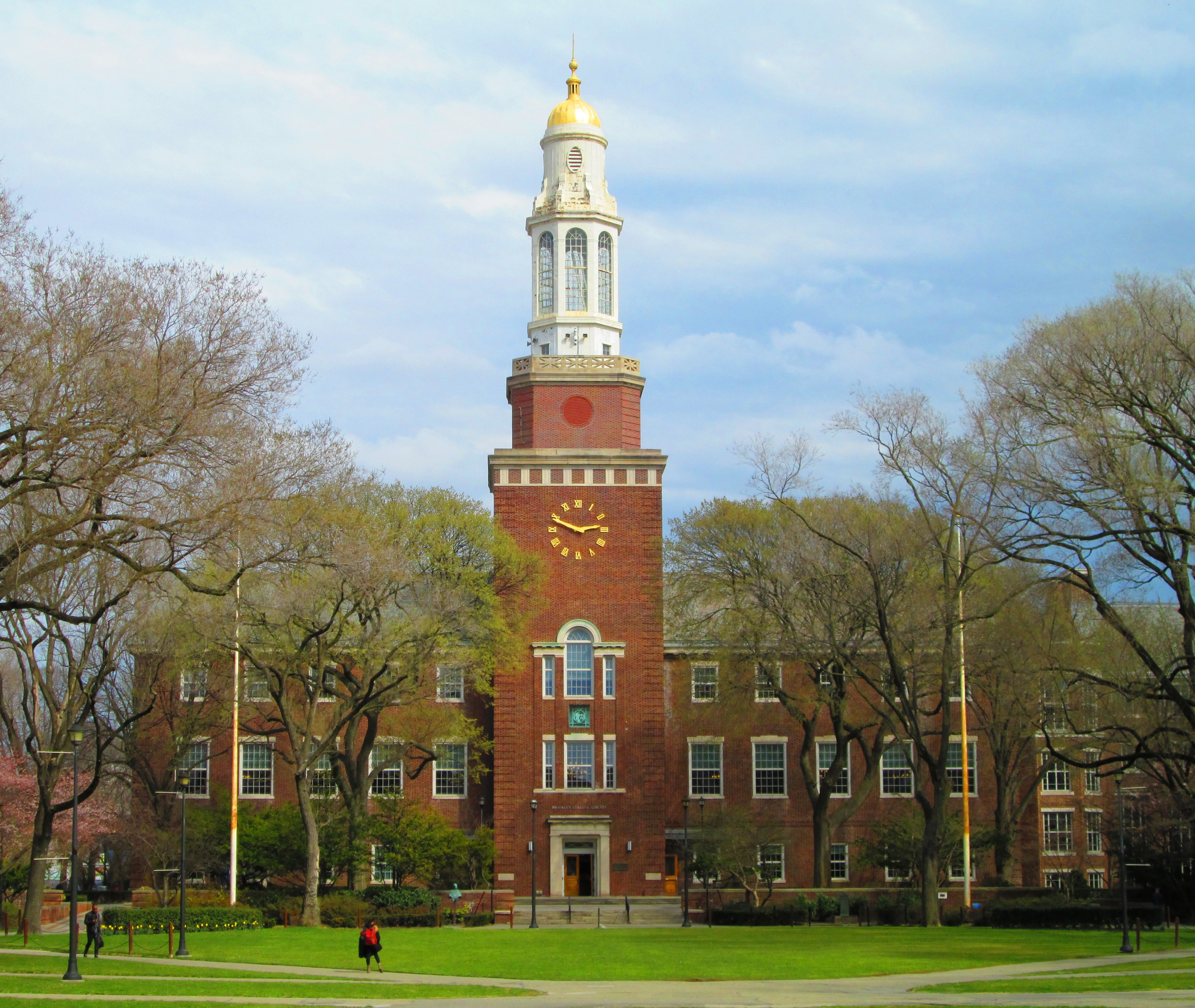
브루클린 칼리지

브루클린에서 교육은 공립과 사립의 학회들의 다수에 의하여 마련되었다.  자치구에서 공립 학교들은 미국에서 가장 큰 공립 학교 제도인 뉴욕 교육부에 의하여 관리되었다.  사립 학교들은 엘리트 층의 버클리 캐롤 학교에서 브루클린의 로마 가톨릭 주교 관구와 유대교 기구들에 의하여 운영되는 종교적 학교들까지 정렬한다.  브루클린의 사트마르 유대교 공동체는 뉴욕주에서 4번째로 가장 큰 학교 제도인 학교들의 그 소유의 망상 조직을 경영한다.
브루클린 칼리지는 뉴욕 시립 대학교의 시니어 단과 대학이며, 뉴욕에서 첫 공립 남녀 공학 교양 과목 단과 대학이었다.  그 대학은 프린스턴 리뷰의 2006년 가이드북 〈America's Best Value College〉에서 2연속 해를 위하여 국내적으로 톱 10에 들었다.  그 많은 학생들은 이민자들의 첫번째와 두번째 세대이다.  브루클린 칼리지의 캠퍼스는 브루클린 공연 예술 단지와 조지 거슈윈을 포함한 그 4개의 극장들에 본부로 시중을 든다.

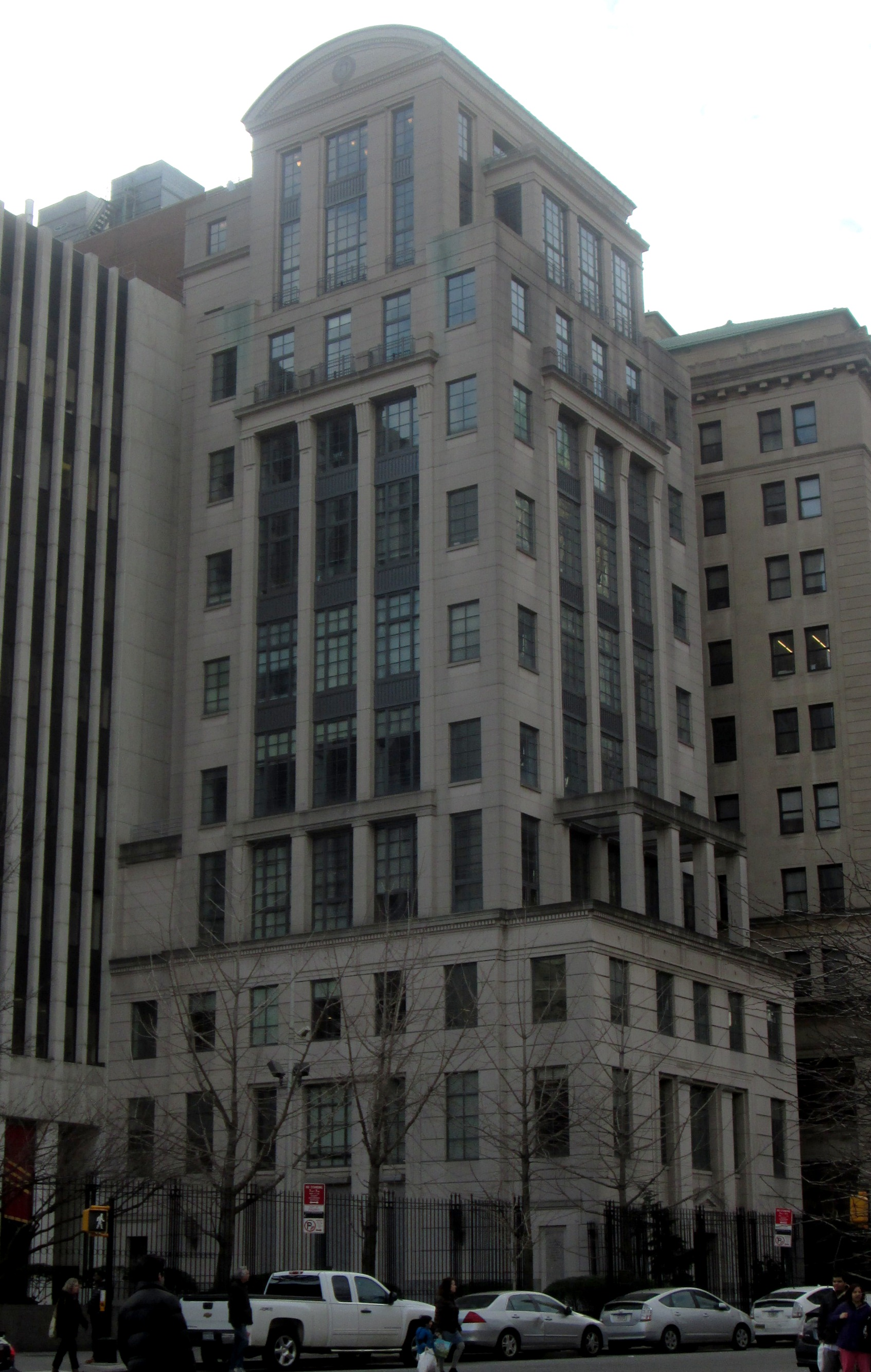
브루클린 법학 대학원

브루클린 법학 대학원은 1901년에 창립되었고, 그 다양한 학생의 주체로 두드러졌다.  여성들과 아프리카계 미국인들이 1909년 여기에 입학하였다.  브라이언 라이터에 의하여 발간된 법학 대학원의 순위들의 요약인 라이터 리포트에 의하면 브루클린 법학 대학원은 학생들의 특질로 국내적으로 31위를 하였다.  킹스보로 커뮤니티 칼리지는 맨해튼비치에 위치한 뉴욕 시립 대학교의 시스템에서 주니어 칼리지이다.
1860년 롱아일랜드 칼리지 병원으로서 원래 창립되었던 뉴욕 주립 대학교 다운타운 의료 센터는 미국에서 가장 오래된 병원에 기초를 둔 의학 대학원이다.  의료 센터는 의학 단과 대학, 보건에 관련된 전문직 단과 대학, 간호 단과 대학, 브루클린 대학 병원과 노벨상 수상자 로버트 F. 퍼치고트가 학부의 일원이었던 대학원을 포함한다.  의학 대학원은 뉴욕주에서 아무 의학 대학의 소수 학생들의 높은 퍼센티지를 가졌다.
롱아일랜드 대학교는 6,417명의 대학 재학생들과 함께 한 다운타운 브루클린에서 사립 학교이다.  클린턴힐에서 프랫 전문 학교는 미국에서 지도적인 예술 학교들 중의 하나이며, 미술, 건축, 패션 디자인, 도서관학과 다른 분야들에서 프로그램들을 제공한다.
독립적인 시스템으로서 뉴욕 시립과 퀸스 도서관들로부터 갈라진 브루클린 공공 도서관은 공공 수천개의 공공 프로그램, 수백만권의 책과 850개 이상의 인터넷을 이용할 수 있는 컴퓨터의 사용을 제공한다.  거기에는 또한 프랑스어, 이디시어, 힌디어, 벵골어, 폴란드어, 이탈리아어와 아랍어는 물론, 중국어, 러시아어, 스페인어, 히브리어와 아이티 크레올어를 포함한 브루클린에서 쓰이는 주요 언어들의 전부에서 책들과 정기 간행물들이 있다.  중앙 도서관은 그랜드 아미 플라자를 향하는 상징적 건물이며, 광대한 수선들과 지하의 확장을 경험하고 있다.  브루클린하이츠에는 의미 있는 비지니스 도서관이 있다.  그 도서관은 새롭게 나타나는 예술과 기술 사이에 연결에 전념할 새로운 시각과 공연 예술 도서관을 건설하는 데 준비하고 있다.  도서관은 공공적으로 넓게 유용하지 못한 예술의 신청과 기술들로 접근과 훈련을 마련할 것이다.  발표회는 예술, 연극, 춤, 음악, 영화, 사진술과 건축의 주제들을 포함할 것이다.  특별한 공문서는 브루클린의 예술 공동체들의 기록들과 역사를 간수할 것이다.

## 문화

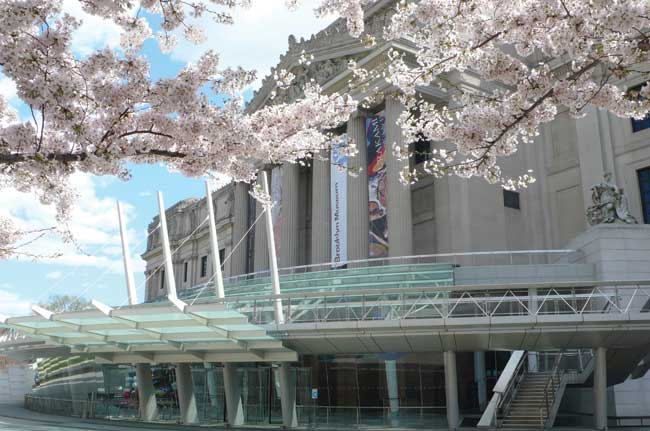
브루클린 박물관

브루클린은 역사와 전통에서 풍부한 문화를 가졌다.  브루클린은 텔레비전, 영화, 음악, 미술, 문학과 스포츠 같은 많은 예술의 직업들에 영향을 주었다.  1897년에 개장한 브루클린 박물관은 고대 이집트의 걸작들부터 현대의 작품까지 1.5 백만개 이상의 물체들을 포함한 영구적 수집과 함께 세계의 최고 예술 학회들 중에 있다.  브루클린 음악 학회 (BMA)는 2,109개 의석의 오페라 하우스, 874개 의석의 하비 리크턴스타인 극장과 예술 극장인 BAM 로즈 시네마를 포함한 콤플렉스이다.  1863년에 창립된 브루클린 역사 사회 (BHS)는 문화적으로 풍부한 자치구의 미래에 반사하고 있는 동안 브루클린의 400년 과거의 전공을 보존하고 용기를 주는 데 봉납된 박물관, 도서관이자 교육 센터이다.  BHS는 미국의 창립, 브루클린의 역사와 그 주민들에 관련된 물질들의 발견물들을 간수한다.
브루클린은 미국인의 문학들에서 주요 역할을 하였다.  월트 휘트먼은 자신의 고전적 시 〈브루클린의 나루터를 건너며〉에서 브루클린의 해안에 관하여 썼다.  베티 스미스의 1943년 저서 〈브루클린에서 자라는 나무〉와 그것에 기초를 둔 영화는 브루클린에서 인생에 관한 초기의 가장 잘 알려진 저작들 중에 있다.  윌리엄 스타이런의 소설 〈소피의 선택〉은 1947년의 여름 동안 프로스펙트파크에서 떨어져있는 플랫부시에 배경을 두었다.  아서 밀러의 1955년 각본 〈다리에서 바라 본 광경〉은 브루클린을 배경으로 하였다.  영화들과 텔레비전도 또한 1970년대부터 2개의 유명한 영화들의 경우에서 자시들의 배경과 영감으로서 브루클린을 이용하였다.  《뜨거운 오후》는 12 시간의 서커스로 변하여 주인공들의 체포와 함께 끝낸 1972년 실제로 있던 은행 강도 사건에 기초를 두었다.  1977년에 나온 《토요일 밤의 열기》는 브루클린의 베이리지를 배경으로 쓰면서 1970년대 후반에 브루클린 청년들의 생활 양식은 그 위대한 시기에 불후의 명성을 준 디스코 폭발의 절정에서 특정을 나타냈다.  1950년대에 《The Honeymooners》와 1970년대에 《Welcome Back, Kotter》 같은 텔레비전 쇼들은 각각 부시위크에 있는 브루클린 아파트 건물과 벤슨허스트에 있는 제임스 뷰캐넌 고등학교에 배경을 두었다.  알 파치노와 로버트 드 니로를 포함한 많은 유명한 배우들은 원래 브루클린에서 왔다.
브루클린의 가장 유명한 도상들 중에 2개는 브루클린 교와 현재 로스앤젤레스 다저스로 알려진 브루클린 다저스이다.  브루클린 교는 로어 맨해튼으로 들어가는 교통을 용이하게 하는 데 이스트 강을 가로질러 건설되는 데 첫 현수교였다.  1883년에 개장한 이 다리는 시초에 고가 이동 활차를 날랐으나 1943년에는 보행자와 자전거를 타는 사람들은 물론 승용차를 수송하고 있었다.  그 다리는 수많은 세월 동안 많은 풍경들을 우아하게 하였으며, 이 경계표는 로어 맨해튼의 스카이라인을 대표하고 세계를 통하여 인정을 받았다.
자신들의 전성기에 브루클린 다저스는 스포츠의 팬들이 아니었던 사람들은 물론 팬들로부터 명예와 인정을 성취하였다.  브루클린의 플랫부시 지역에 있는 에베츠 필드에서 활약하며 이름나게 "dem bums"로 알려진 다저스는 뉴욕 자이언츠를 상대로 정규 시즌에서 많은 경기들과 특히 그들이 많은 경우들에 뉴욕 양키스를 상대로 포스트시즌에서 많은 역사를 만들었다.  이 경기들은 "서브웨이 시리즈"로서 언급되었다.  그들은 재키 로빈슨이 다저스의 유니폼을 처음으로 입을 때 인종 장벽을 깨는 도움을 주었다.  브루클린 다저스는 1955년 양키스를 깨면서 자신들의 단 하나의 월드 시리즈를 우승하여 자신들의 동료 브루클린인들 사이에 영웅들이 되었다.  경제적 변화와 정치적 욕망이 다저스를 1957년 시즌의 말기에 로스앤젤레스로 옮겨가는 원인을 가져와 자신들의 팀을 우상화하던 많은 팬들에게 분개와 고통을 일으켰다.  다저스가 1957년 말기에 떠났어도 국제적 축구가 아직도 에베츠 필드에서 열렸으나 1960년 브루클린 다저스의 한번 홈구장이었던 건물을 헐어 에베츠 필드 아파트 단지의 건설을 위하여 주어졌다.

## 우호 교류 도시
- 오스트리아 티롤주 인스브루크
- 대한민국 대전광역시 유성구